# 徐国良
徐国良（1965年2月—），浙江诸暨人，分子遗传学家，九三学社社员。1985年毕业于杭州大学生物系，1988年取得中国科学院遗传研究所硕士学位，1993年取得德国马普分子遗传研究所与柏林工业大学博士学位。担任中国科学院上海生命科学研究院生物化学与细胞生物学研究所研究员、复旦大学教授、复旦大学生物医学研究院执行院长。2015年当选中国科学院院士。